# Jim Dickinson
James Luther Dickinson (Little Rock, 1941. november 15. – Memphis, 2009. augusztus 15.), amerikai dzsesszzenész, zongorista, énekes, hanglemez producer.

## Pályafutása
Amerikai lemezproducer, zongorista és énekes volt. Rock and rollon nőtt fel, a rock and roll lelkes propagátora volt. Énekelt, zongorázott, gitározott, mint lemezproducer, dalszerző, filmzeneszerző is dolgozott.
Többek között a Tennesseeben, Memphisben működő „Mud Boy and the Neutrons” együttes vezetője volt.
Nem vagyok hajlandó ünnepelni a halált. Életemben több volt a csoda, mint amennyit valaha vártam vagy megérdemeltem volna.
Sokkal messzebbre jutottam és többet tettem, mint amire jogom volt számítani. Itt hagyok egy szép családot és sok szeretett barátot.
Maradjon meg ez a pillanat... Örömmel adtam az életemet a memphisi zenének...
Az volt a szerencsém, hogy valóban nagyszerű embereket ismerhettem meg és hallottam a szférák zenéjét.

## Szólólemezek
- Dixie Fried (1972, 2002)
- A Thousand Footprints in the Sand (live; 1997)
- Free Beer Tomorrow (2002)
- Jungle Jim and the Voodoo Tiger (2006)
- Fishing with Charlie (2006)
- Killers from Space (2007)
- Dinosaurs Run in Circles (2009)
- I'm Just Dead, I'm Not Gone (2012)

## Díjak
- Memphis Music Hall of Fame(wd)